# Nejvyšší dveřník
Nejvyšší dveřník nebo také nejvyšší strážce dveřní, nejvyšší vrátný, případně nejvyšší strážce vrat (německy Oberst-Türhüter) byl dvorský úřad, jehož držitel stál u dveří slavnostního a hodovacího sálu a při příchodu nebo odchodu panovníka, případně i dalších členů vládnoucího rodu, otevřel dveře nebo dal znamení k jejich otevření poklepáním. Úřad se uplatnil především při korunovacích nebo holdování stavů panovníkovi. Při hostině stál stůl nejvyššího dveřníka poblíž dveří.
Následující seznamy nemusí být úplné.

## Svatá říše římská
Dědičnými říšskými dveřníky (Reichserbkammertürhüter) byla od konce 11. století hrabata z Werthernu.
- 1086–? Heřman z Werthernu, zvaný Ostražitý[5]

## České království
Dědičný úřad zastávali od korunovace Vladislava II. Jagellonského v roce 1471 Karlové ze Svárova, kteří vymřeli v roce 1740. Od 6. května 1743 držel úřad dědičně rod svobodných pánů Mladotů ze Solopisk. Odznakem úřadu byl klíč se zemským znakem.
V den korunovace českého krále byly před samotným obřadem korunovační klenoty vystaveny ve Svatováclavské kapli katedrály svatého Víta a na čestné stráži u nich stáli kromě dědičného dveřníka také oba strážci koruny a několik dvorních gardistů, které jmenoval nejvyšší purkrabí.
- 1471–? Václav ze Svárova[6] (kuchmistr Vladislava Jagellonského)
- ?–? Václav Zikmund ze Svárova
  - při korunovaci Karla VI. v roce 1723[12]
- ?–1740 Jan Josef Karel ze Svárova († 1740)
- 1740–1743 neobsazeno
- 1743 (6. 5.) – 1786 Josef Petr Mladota ze Solopisk († 26. 11. 1786 Vídeň)
  - při korunovaci Marie Terezie v roce 1743[2]
- 1786–1792 František Mladota ze Solopisk (4. 11. 1743 Praha – 21. 6. 1792 Praha), při korunovaci Leopolda II. v roce 1791[13]
- ?–? Jan Mladota ze Solopisk, při korunovaci Františka II. v roce 1792[11]
- ?–? Adam Mladota ze Solopisk, při korunovaci Ferdinanda V. Dobrotivého v roce 1836[14]

## Rakouské země
Úřad byl udělován jako (dědičné) léno. Chotkové drželi úřad v Rakouském arcivévodství od poloviny 18. století, hlava rodu nesla titul nejvyšší dveřník, zatímco ostatní členové rodu dveřník. Titul hlavy rodu tedy zněl nejvyšší dědičný zemský dveřník v Rakouském arcivévodství nad i pod Enží (Oberst-Erbland-Türhüter in Österreich ob und unter der Enns).

### Dolní Rakousy
Dědičný úřad nejvyššího dveřníka (Oberst-Erbland-Türhüter, případně zastarale Obrister Erblandthürhüter) zastávali po dobu 150 let páni z Wechingenu. V roce 1566 vymřeli. Po nich úřad drželi Schneidpeckové z Schönkirchenu, jejich rod vymřel v roce 1734. V roce 1765 udělila Marie Terezie dědičný titul polnímu zbrojmistrovi Janu Karlu Chotkovi z Chotkova.
- 1755–1765 Fridrich Vilém Haugwitz[4] (11. 12. 1702 Chróstnik, knížectví lehnické – 30. 8. 1765 Miroslavské Knínice)
- 1765 (19. 11.)[18] – 1787 Jan Karel Chotek z Chotkova[4] (29. 10. 1704 Praha – 8. 11. 1787 Vídeň)
- 1787–1824 Jan Rudolf Chotek z Chotkova[19] (17. 5. 1748 Vídeň – 26. 8. 1824 Vídeň)
- 1824–1864 Jindřich Chotek z Chotkova[20] (26. 5. 1802 Praha – 24. 12. 1864 Praha)
- 1864–1894 Rudolf Chotek z Chotkova[4] (23. 6. 1832 Praha – 1. 10. 1894 Gaaden)

### Horní Rakousy
V roce 1755 udělila Marie Terezie dědičný titul Janu Karlu Chotkovi z Chotkova. Chotkové však nevlastnili v Horních Rakousích žádné statky. Po smrti Rudolfa Chotka v roce 1894 už obnovení lenního patentu nenásledovalo.
Při holdování hornorakouských stavů arcivévodovi stál nejvyšší dveřník u dveří Rytířského sálu v Linci a při příchodu a odchodu panovníka dával znamení poklepáním klíče na dveře.
- 1732–1743 František Adam z Pollheim-Wartenburgu[4]
- 1755 (16. 1.)[18] – 1787 Jan Karel Chotek z Chotkova[4] (29. 10. 1704 Praha – 8. 11. 1787 Vídeň)
- 1787–1824 Jan Rudolf Chotek z Chotkova[21] (17. 5. 1748 Vídeň – 26. 8. 1824 Vídeň)
- 1824–1864 Jindřich Chotek z Chotkova[20] (26. 5. 1802 Praha – 24. 12. 1864 Praha)
- 1864–1894 Rudolf Chotek z Chotkova[4] (23. 6. 1832 Praha – 1. 10. 1894 Gaaden)

## Uherské království
V Uhrách, resp. v Maďarsku je úřad nejvyššího dveřníka (maďarsky királyi (fő)ajtónállómester, latinsky Janitorum regalium magister) doložen od počátku 11. století do roku 1945.
- 1519–1526 Petr Korláthkeöy[22]
- 1526–1537 Imrich Országh de Gúth[22]
- 1539–1556 Imrich Tharnóczi[22]
- 1556–1573 Ladislav Bánffy[22]
- 1574–1576 Jan Balassa[22]
- 1577–1587 Michal Révai[22]
- 1587–1598 František Révai[22]
- 1599–1615 Mikuláš Istvánffy[22]
- 1615–1617 Ladislav Pethe de Hethes[22]
- 1618–1625 Melichar Alaghy[22]
- 1625–1631 Pavel Rákoczi[22]
- 1631–1643 Štěpán Nyáry de Bedegh[22]
- 1643–1649 Ladislav Csáky[22]
- 1649–1650 Gabriel Erdödy[22]
- 1650–1662 Mikuláš Pálffy[22]
- 1662–1681 Mikuláš Drasskovich[22]
- 1681–1690 Štěpán Zichy[22]
- 1692–1728 Markus Czobor de Szentmihály[22]
- 1729–1735 Jiří Esterházy de Galantha[22]
- 1735–1774 Karel Pállfy[22]
- 1777–1799 Leopold Pálffy[22]
- 1799–1806 Josef Erdödy[22]
- 1806–1826 Michal Nádasdy[22]
- 1827–1830 Josef Esterházy de Galantha[22]
- 1830–1834 Antonín Amade de Várkony[22]
- 1835–1837 Jan Nepomuk Malonyay de Vicsap[22]
- 1838–1848 František Zichy[22]
- (určitě 1866) František Zichy
- (určitě 1874, 1877, 1880) Jiří Almásy von Zsadány und Török-Szent-Miklós
- ?–1883 (4. 10.) Antonín (Antal) Szapáry von Mura-Szombat (27. 8. 1802 Prešpurk – 4. 10. 1883 Budapešť)
- (určitě 1886, 1890, 1893, 1896) Julius Széchényi z Sárváru a Felsővidéku
- (určitě 1899, 1902, 1905, 1908, 1911, 1915, 1918) Jiří Bánffy z Losoncze